# Синдром Ашара
Синдром Аша́ра (англ. Achard's syndrome) — спадкове ураження, в основі якого лежать розлади сполучної тканини, що призводить до брахіцефалії, арахнодактилії, широко поширеним дизостозам (порушенням розвитку кісток), прогенії нижньої щелепи, гіпермобільності суглобів рук і ніг, маленької довжини великих пальців.

## Етимологія
Названий на честь французького лікаря Еміля Шарля Ашара (фр. Emile Charles Achard; роки життя 1860—1944), який першим описав його 1902 року, відрізнивши від відомого на той час синдрому Марфана.

## Генетика
Передається за автосомно-домінантним типом.

## Клінічні ознаки
Синдром у повному вигляді характеризується зменшеним черепом (брахіцефалія) з прогенічною нижньою щелепою. Тонкі видовжені II-V-ті пальці (арахнодактилія) поєднуються з маленькою довжиною I-х (великі пальці). Проявляються порушення розвитку кісток та зв'язок, що веде до гіпермобільності суглобів рук і ніг.
На відміну від синдрому Марфана брахіцефалія йде з достатніми розмірами нижньої щелепи, яка гіпермобільна з прогенією. 
Статура є звичайною, а не видовженою, як при синдромі Марфана. Немає характерних для синдрому Марфана серцевих і очних аномалій, не відбувається зменшення товщі підшкірного жиру.

## Лікування
Етіологічного лікування як при усіх спадкових хворобах немає. Симптоматичне лікування спрямоване на збереження якості життя. Може знадобитися ортопедична допомога і реконструктивні оперативні втручання.